# Leiden (groupe)
Pour les articles homonymes, voir Leiden.
Leiden est un groupe de metal gothique français, originaire de Toulouse, en Haute-Garonne. Durant son existence, le groupe partage la scène avec entre autres Leaves eyes, Gojira, Epica, Psykup, Sidilarsen, Punish Yourself, Black Bomb A, Sybreed, Lycosia, Atrocity. Leiden se sépare en 2007.

## Biographie
Leiden est initialement formé à une date encore inconnue en tant que groupe de dark metal symphonique sous le nom de In Lupus Pacis. In Lupus Pacis compte un album studio, Universe Haeresis, publié en 1998, et un EP, intitulé Strength, publié en 2000. Sous l'impulsion de Wilfried « Wil » Rabin, Leiden est formé en mai 2000, dans la foulée de la séparation de In Lupus Pacis. La formation se compose alors de Wilfried Rabin, Bérangère Ketschker et Ludovic Deny. David (D) est recruté à la basse, et le groupe utilise une boite à rythme comme à son habitude.
Leiden compose et enregistre sa première démo intitulée Songs in the Key of Dark, chez Patrick Arpaillange en juin 2000. Le groupe intègre en 2001 le collectif toulousain Antistatic, regroupant les groupes Psykup, Sidilarsen, Delicatessen, Le bruit du blé, et Mary Slut. Ils composent et enregistrent chez Yann Fleurance en 2001 leur premier EP six titres avec des remixes, L'aube spirituelle, sorti et distribué par le label Adipocere Records. Ayant pour but de donner plus d'ampleur rythmique et donner une autre dimension à ses shows, le groupe cherche un batteur et c'est Matthieu Danesin (Screwface) qui les rejoint. Le groupe se sépare du bassiste David, qui laisse la place à Fabrice Soula (Shadow).
En 2002, le groupe compose et prépare son premier album studio, intitulé Empty, publié le 9 décembre 2003,. L'album est enregistré au Rioloco à Montauban, et mixé à Toulouse par Yannick Causse. Leiden signe un nouveau contrat avec le label Adipocere Records, et se lance dans une tournée nationale. Le groupe signe ensuite au label Jerkov Musiques, et publie son troisième et dernier album studio, intitulé Dualité, le 8 octobre 2005. Enregistré et mixé par Yannick Tournier, puis masterisé par Jean-Pierre Bouquet (Lofofora...), Dualité est relativement bien accueilli par la presse spécialisée,,. Après cet album, Leiden entame une tournée nationale, et passera également par la Suisse.
Après sept ans d'existence et environ 80 concerts, les membres du groupe se remettent à composer, mais Leiden s'essouffle et annonce sa séparation début juillet 2007. Ludovic Deny (guitare) est aussi un des membres de Clamor, Manimal. Wilfried Rabin forme en 2014 son nouveau projet, From the Human Universe.

## Style musical
Il évolue dans un style très nuancé, mêlant ambiances très sombres, sur une base death metal. Des sonorités électronique, des beats, des violons et autres cordes viennent se mêler au style métissé de Leiden. Mené par le chant guttural death metal de Wilfried Rabin et la voix aérienne et mélodique de Bérangère Ketschker, les émotions antagonistes et contrastées qui en résultent font la force de leur style musical.
N'hésitant pas à inclure dans ses compositions des riffs nu metal, le groupe ne rentre pas dans les codes du style habituel, et évite les clichés du genre. Si les diverses influences de Leiden ne sont pas uniquement à puiser dans le style metal, certains les comparent à des groupes tels que Septicflesh, Samael, The Gathering, Gojira, Lacuna Coil ou encore Theatre of Tragedy. Wilfried qualifie leur style musical sous le terme de « dark metal death atmosphérique métissé mélancolique et électro. »

## Membres

### Derniers membres
- Bérangère Ketschker (Béran) - chant (2000-2007)
- Wilfried Rabin (Wil) - voix, guitare, synthétiseur, programmation (2000-2007)
- Ludovic Deny (Ludo) - guitare (2000-2007)
- Fabrice Soula (Shoda-Shadow) - basse (2001-2007)
- Matthieu Danesin (Matt) - batterie (2002-2007)

### Ancien membre
- David - basse (2000-2001)

## Discographie
- 2000 : Songs in the Key of Dark (démo quatre titres)
- 2001 : L'aube spirituelle (EP six titres et remixes)
- 2001 : The Fall is Too Long (reprise du groupe SUP) sur double-album A vision of SUP
- 2003 : Empty
- 2005 : Dualité